# BMO Stadium
BMO Stadium, wcześniej znany jako Banc of California Stadium – stadion piłkarski zlokalizowany w dzielnicy Exposition Park w Los Angeles w Kalifornii. Jest domowym stadionem drużyny Los Angeles FC występującej w Major League Soccer oraz Angel City FC z National Women's Soccer League. Stadion został otwarty 18 kwietnia 2018 roku i jest pierwszym stadionem odkrytym w Los Angeles od czasu powstania stadionu Dodger w 1962 roku. Został zbudowany na miejscu dawnej Los Angeles Memorial Sports Arena i znajduje się obok Los Angeles Memorial Coliseum oraz na południe od głównego kampusu University of Southern California. Los Angeles FC dzierżawi teren od Uniwersytetu, który posiada główny najem od Komisji LA Memorial Coliseum do zarządzania stadionem i obiektami.
2016 roku LAFC podpisało 15-letnią umowę na prawa do nazwy stadionu o wartości 100 milionów dolarów z Banc of California. Umowa została rozwiązana w 2020 roku, a klub ogłosił plany zmiany nazwy w przyszłych latach. Bank of Montreal (BMO) został ogłoszony jako nowy sponsor stadionu 19 stycznia 2023 roku.

## Historia

### Planowanie i budowa
Według artykułu opublikowanego w Los Angeles Times 17 maja 2015 roku, drużyna wybrała teren dawnej Los Angeles Memorial Sports Arena, aby zbudować nowoczesny stadion o pojemności 22 000 miejsc dla Major League Soccer w Exposition Park, kosztujący 250 milionów dolarów. Grupa szacowała, że projekt stworzy 1 200 tymczasowych miejsc pracy w budownictwie oraz 1 800 pełnoetatowych miejsc pracy, generując 2,5 miliona dolarów rocznie z podatków. Szacowano, że proces związany z raportem dotyczącym wpływu na środowisko, rozbiórką aren oraz budową stadionu potrwa trzy lata i opóźni debiut drużyny do 2018 roku.
6 maja 2016 roku Rada Miasta Los Angeles zatwierdziła budowę stadionu, otwierając drogę do rozpoczęcia jego konstrukcji.
Uroczystość wmurowania kamienia węgielnego odbyła się 23 sierpnia 2016 roku. Podczas tego wydarzenia, w którym uczestniczyli właściciele oraz ekipy budowlane, LAFC ogłosiło podpisanie umowy na 15 lat, wartej 100 milionów dolarów, na prawa do nazwy stadionu z Banc of California. Rozbiórka Los Angeles Memorial Sports Arena rozpoczęła się krótko po ceremonii wmurowania i została zakończona w październiku 2016 roku.

### Otwarcie
Pierwszym publicznym wydarzeniem na stadionie był otwarty trening i ceremonia dedykacyjna, która odbyła się 18 kwietnia 2018 roku. PPierwszy mecz klubu został rozegrany 29 kwietnia przeciwko Seattle Sounders FC, a drużyna gospodarzy zwyciężyła 1-0. Jedynego gola strzelił Laurent Ciman w doliczonym czasie gry, przy pełnej widowni 22 000 widzów.
26 maja 2020 roku Banc of California ogłosił plany zakończenia umowy o prawa do nazwy stadionu, płacąc 20 milionów dolarów jako opłatę za wcześniejsze zakończenie, ale pozostając sponsorem bankowym klubu. Bank of Montreal został ogłoszony jako nowy sponsor praw do nazwy stadionu 19 stycznia 2023 roku, krótko po przejęciu kalifornijskiego Banku West.
W listopadzie 2020 roku ogłoszono, że nowo utworzony zespół Angel City FC, występujący w National Women's Soccer League, będzie rozgrywał swoje mecze na tym stadionie.

### Cechy

#### Projekt
Pojemność stadionu wynosi 22 000 miejsc. Układ siedzeń na stadionie ma nachylenie wynoszące 34 stopnie, co czyni go jednym z najbardziej stromych w MLS. Najbliższe miejsca są oddalone o 12 stóp (3,7 m) od boiska, a wszystkie miejsca znajdują się w odległości nie większej niż 135 stóp (41 m) od boiska. Stadion obejmuje 125 000 stóp kwadratowych (11 600 m²) chodników i placów otwartych dla publiczności. Na stadionie znajdują się również luksusowe loże prasowe z fontanną.
Północne zakończenie stadionu jest miejscem dla grupy kibiców o nazwie „3252”, nazwanej tak od liczby miejsc w bezpiecznej części stojącej. Sekcja ta została zbudowana pod kątem 34 stopni i posiada pochylone poręcze, które mają przypominać te używane na rollercoasterach. Centralna część trybuny ma wymienny podest, który można używać podczas koncertów i innych wydarzeń niezwiązanych ze sportem. Na szczycie Północnego Zakończenia znajduje się bar zaprojektowany przez kibiców, do którego można wejść tylko z sekcji 3252.
Północno-wschodnia część stadionu została zaprojektowana w taki sposób, aby była otwarta, umożliwiając podziwianie panoramy centrum Los Angeles oraz Gór San Gabriel. Przedstawiciele mediów w ustawionej pod kątem loży prasowej mają jeden z najlepszych punktów obserwacyjnych, aby zajrzeć przez „dziurkę od klucza”.
Dach pokrywa 190 000 stóp kwadratowych (18 000 m²) folii ETFE. Boisko ma powierzchnię 86 000 stóp kwadratowych (8 000 m²) i jest pokryte ulepszoną trawą bermudzką.
Pięć procent miejsc parkingowych na stadionie jest wyposażonych w stacje ładowania pojazdów elektrycznych, a 20 procent infrastruktury jest przygotowanych pod pojazdy elektryczne. Stadion ma zaplanowane 440 miejsca parkingowe dla rowerów oraz ścieżkę rowerową prowadzącą do stadionu w ramach projektu My Figueroa. Stadion posiada certyfikat LEED Silver, co oznacza, że spełnia określone standardy dotyczące efektywności energetycznej i zrównoważonego rozwoju.

## Letnie Igrzyska Olimpijskie 2028
Stadion będzie częścią Downtown Sports Park i będzie gościł niektóre konkurencje lekkoatletyczne oraz mecze piłki nożnej mężczyzn i kobiet podczas Letnich Igrzysk Olimpijskich 2028, kiedy Los Angeles będzie gospodarzem tych zawodów.

## Ważne wydarzenia
Stadion był jednym z miejsc rozgrywek Złoty Puchar CONCACAF 2019. Gościł dwa mecze w ramach Grupy C. Ponadto, 25 sierpnia 2021 roku, na stadionie odbył się mecz Gwiazd MLS 2021.
Stadion był „domowym” obiektem dla New York City FC podczas 1/8 finału Ligi Mistrzów CONCACAF 2022 z powodu problemów z innymi stadionami klubu w obszarze metropolitalnym Nowego Jorku. Ich główny stadion, Yankee Stadium, oraz drugorzędny stadion, Citi Field, nie zostały zatwierdzone przez CONCACAF do użytku podczas turnieju, podczas gdy przeznaczony do piłki nożnej Red Bull Arena przechodził renowacje. Wyborem Banc of California Stadium było zapewnienie możliwości rozegrania kolejnego meczu New York City FC w ramach sezonu regularnego MLS przeciwko LA Galaxy na pobliskim stadionie Dignity Health Sports Park.

## Inne sporty

### Lacrosse
1 kwietnia 2019 roku ogłoszono, że stadion będzie gościć inauguracyjny mecz gwiazd Premier Lacrosse League, który odbył się 21 lipca 2019 roku.

### Boks
17 sierpnia 2019 roku na stadionie Banc of California odbyło się pierwsze wydarzenie bokserskie, walkę o tytuł mistrza świata World Boxing Organization w kategorii junior piórkowej, w której Emanuel Navarrete skutecznie obronił swoje mistrzostwo, pokonując Francisco De Vacę przez techniczny nokaut w trzeciej rundzie. Stadion był również gospodarzem walki Austin McBroom vs. AnEsonGib, która odbyła się 10 września 2022 roku jako profesjonalne wydarzenie bokserskie z udziałem znanych osobowości.

## Inne wydarzenia

### Koncerty
BMO Stadium został również zaprojektowany jako miejsce do organizacji koncertów i innych wydarzeń muzycznych.
Stadion był gospodarzem koncertu Wango Tango organizowanego przez stację radiową KIIS-FM, który odbył się 2 czerwca 2018 roku. Beck wystąpił na stadionie w październiku 2018 roku.
Mumford & Sons wystąpili na stadionie podczas trasy koncertowej Delta Tour 3 sierpnia 2019 roku. Brytyjski zespół heavymetalowy Iron Maiden ogłosił, że ich trasa koncertowa Legacy of the Beast World Tour obejmie występ na stadionie 14 września 2019 roku.
Festiwal muzyczny hip-hopu Rolling Loud odbył się na stadionie w latach 2018 i 2019. W 2018 roku wystąpili m.in. Post Malone, Lil Wayne, Cardi B i Lil Uzi Vert. W 2019 roku na scenie pojawili się m.in. Chance the Rapper, Young Thug, Lil Baby, Future, A $ AP Rocky, Meek Mill, YG i Playboi Carti.
K-popowy girlsband Twice zorganizował wystąpił na stadionie podczas swojej trasy 4th World Tour 'III' w dniach 14-15 maja 2022 roku.
Blackpink zagrały koncert na stadionie Banc of California Stadium w ramach trasy Born Pink World Tour w dniach 19-20 listopada 2022 roku.
Meksykańska grupa RBD planuje wystąpić na czterech koncertach w stadionie w ramach swojej trasy w dniach 18, 19, 20 i 22 października 2023 roku. To pierwszy raz od 15 lat, kiedy grupa wystąpi na koncercie na żywo.